# آندری خیمیچ
آندری خیمیچ (روسی: Андрей Иванович Химич؛ زادهٔ ۱۴ دسامبر ۱۹۳۷) قایقران کانو اهل اتحاد جماهیر شوروی سوسیالیستی بود.